# Bests makuladystrofi
Bests makuladystrofi, även kallad Älvdalssjukan, är en ärftlig ögonsjukdom som främst drabbar gula fläcken (macula lutea) i ögats näthinna. Sjukdomen leder oftast till gradvis försämring av synen och blindhet. En del personer med sjukdomen får bara lindrig eller ingen påverkan av synen, medan deras barn kan få sjukdomen i en allvarligare variant. Det finns idag inget känt botemedel mot sjukdomen.
Sjukdomen drabbar endast människor med afrikanskt, europeiskt och latinamerikanskt ursprung. I USA har fallen kunnat spåras till emigranter från just Älvdalen. Förekomsten i Sverige är ungefär 60–80 personer per en miljon invånare. Sjukdomen är vanligare i Dalarnas och Västerbotten län än i övriga Sverige.
Bests makuladystrofi har fått sitt namn efter den tyske ögonläkaren Friedrich Best som i en artikel 1905 beskrev en familj med en ärftlig nedbrytning av gula fläcken, som startade hos familjemedlemmarna redan i unga år.